# Miikka Multaharju
Miikka Multaharju (Lappeenranta, 9 oktober 1977) is een voormalig Fins voetballer, die als middenvelder voor onder meer Frederikstad FK speelde. Met deze club won hij in 2006 de Noorse beker. Voordien speelde Multaharju voor MyPa-47 en Denizlispor.

## Interlandcarrière
Multaharju speelde zes interlands voor het Fins voetbalelftal in de periode 2003-2005. Hij maakte zijn debuut op 26 januari 2003 in de vriendschappelijke uitwedstrijd tegen Barbados (0-0) in Bridgetown. Hij moest in dat duel na 64 minuten plaatsmaken voor collega-debutant Fredrik Nordback.

## Erelijst
Fredrikstad FK
- Beker van Noorwegen

2006
 HJK Helsinki
- Suomen Cup

2008